# Escorxador municipal (Cervera)
L'Escorxador municipal és una obra de Cervera (Segarra) inclosa a l'Inventari del Patrimoni Arquitectònic de Catalunya.

## Descripció
Antic escorxador municipal, actualment dedicat a corral de ramats. L'edifici va ser construït d'obra i el mur exterior de paredat de pedra, posteriorment arrebossats. Presenta planta rectangular amb alguns annexes a les dues bandes. El més interessant és la façana, on s'obren tres portes grans, la central més gran. Són d'arc escarser fet de totxos arrenglerats. Al centre de la façana hi ha una mena de rosassa en forma de flor. La cornisa està rematada amb totxos, dues boles i l'escut del cérvol i la corona.
Al mur hi ha una barana de forja amb elements corbats.